# Erasmus Student Network
Het Erasmus Student Network is een studentenorganisatie die actief is in Europa met als doel de ondersteuning en ontwikkeling van studentenuitwisseling. De organisatie bestaat uit ongeveer 13500 leden verspreid over meer dan 500 lokale afdelingen in 38 landen. ESN is georganiseerd op lokaal, nationaal en internationaal niveau. Het netwerk voorziet diensten aan meer dan 160000 internationale studenten.
ESN faciliteert de sociale en persoonlijke integratie van internationale studenten. De lokale ESN-afdelingen bieden hulp en waardevolle informatie aan zowel uitwisselingsstudenten als studenten die een volledige opleiding volgen in het buitenland. ESN vertegenwoordigt de noden en standpunten van uitwisselingsstudenten op het lokale, nationale en internationale niveau. ESN verstrekt relevante informatie over academische uitwisselingsprogramma’s en studentenmobiliteit in het algemeen.

## Geschiedenis
In 1987 werd een plan om een uitgebreide mobiliteitsregeling voor het hoger onderwijs tot stand te brengen goedgekeurd door de Europese Gemeenschap (EG). Een deel van hiervan was het Erasmusprogramma, een uitwisselingsprogramma voor studenten om hen de mogelijkheid te bieden om een deel van hun studies in het buitenland door te brengen.
In 1989 nodigde de Erasmus Dienst 32 vroegere Erasmusstudenten uit voor een evaluatievergadering in Gent. Deze vergadering was het uitgangspunt voor het Erasmus Student Network. Het grootste probleem dat in de evaluatie duidelijk werd was het gebrek aan ondersteuning van de Erasmusstudenten door gelijkgestemden en de nood aan een platform tot binding met elkaar en het lokale studentenleven, dit is de drijvende kracht achter de creatie van het Erasmus Student Network. Dit motto “studenten die studenten helpen” is nog steeds de kerngedachte achter het werk van ESN.
In diverse Europese steden werden ESN-afdelingen opgericht en met de financiële steun van de Europese Gemeenschap werd er in oktober 1990 een vergadering georganiseerd in Kopenhagen voor het officiële oprichten van 'ESN International' met 49 deelnemers van bijna alle lidstaten van de EG. ESN International werd een wettelijke vereniging. Desiree Majoor uit Utrecht, Nederland werd de eerste voorzitter uit de geschiedenis van ESN.
Tegen 1994 had ESN reeds 60 afdelingen in 14 landen en het groeide het jaar na jaar. 10 jaar later, in 2004, bestond het netwerk uit 170 afdelingen binnen en buiten Europa. ESN groeide sindsdien met een gemiddeld percentage van 12%.
In 2005 vestigde ESN zijn hoofdkwartier in Brussel en werd ESN wettelijk geregistreerd als een Belgische Internationale vereniging zonder winstoogmerk.

## Huidige structuur
ESN is de belangrijkste studentenorganisatie werkend in het belang van internationale studenten in Europa. ESN werkt op 3 niveaus – lokaal, nationaal en internationaal.

### Lokaal niveau
ESN bestaat op lokaal niveau uit afdelingen die rechtstreeks werken met de internationale studenten. Zij organiseren activiteiten zoals introductieprogramma’s, culturele evenementen en sociale bijeenkomsten. Ze vertegenwoordigen de uitwisselingsstudenten en hun noden naar academische instellingen en lokale autoriteiten. De vertegenwoordigers van alle afdelingen vormen samen de jaarlijkse Algemene Vergadering (Erasmus Generation Meeting, EGM).

### Nationaal niveau
Het nationaal niveau vertegenwoordigt de noden van internationale studenten tegenover overheden en nationale autoriteiten. Lokale afdelingen van een land vormen samen het Nationaal Platform (National Platform, NP) dat een nationaal bestuur en nationale vertegenwoordiger (National Representative, NR) kan verkiezen. De nationale vertegenwoordiger vertegenwoordigt het nationaal netwerk op internationaal niveau.

### Internationaal niveau
Het internationaal bestuur is het uitvoerend orgaan van ESN International en bestaat uit 5 bestuursleden (voorzitter, ondervoorzitter, penningmeester, communicatieverantwoordelijke en webprojectbeheerder). Sinds 2005 zijn de leden van het internationaal bestuur voltijdse vrijwilligers en werken en leven zij in Brussel. Het internationaal bestuur wordt ondersteund door het secretariaat dat bestaat uit betaald personeel.
Elk land verkiest een nationale vertegenwoordiger en de nationale vertegenwoordigers van alle landen vormen samen de Raad van Nationale Vertegenwoordigers (Council of National Representatives, CNR). Gedurende het jaar vertegenwoordigen zij de belangen van het netwerk en zijn, na de Jaarlijkse Algemene Vergadering (Annual General Meeting, AGM), het hoogste beslissingsorgaan.
ESN heeft 5 internationale comités die samenwerken met het respectievelijk verantwoordelijke internationale bestuurslid. De comités van ESN zijn:
- Internationaal Comité van Onderwijs (International Committee of Education, ICE)
- Netwerk en Evenementen Comité (Network and Events Committee, NEC)
- Financieel Comité (Finance Committee, FiCo)
- Communicatie Comité (Communication Committee, ComCom)
- IT Comité (IT Committee, IT)

### Belangrijkste projecten
Terwijl afdelingen vrij zijn om hun activiteiten onafhankelijk te organiseren op lokaal niveau, lopen er verschillende projecten die over het netwerk heen worden geïmplementeerd. Het Sociaal Erasmus (SocialErasmus) project is erop gericht om internationale studenten te integreren in de lokale gemeenschap via liefdadigheid, milieu en onderwijs acties. Het uitwisselingsproject, genaamd ExchangeAbility, heeft als doel om de situatie voor studenten met speciale behoeften te verbeteren en die studenten te ondersteunen een uitwisselingsperiode te realiseren. PRIME en ESNSurvey zijn de grootste onderzoeksprojecten van ESN om continue problemen van internationale studenten te monitoren. ESN implementeert op grote schaal het Verantwoord Feesten (Responsible Party) project dat verantwoord drinken sensibiliseert.

## ESN Nederland
ESN wordt in Nederland vertegenwoordigd door ESN Nederland sinds 1991, de eerste ESN afdeling bestaat echter al sinds oktober 1989, in Utrecht. In Nederland zijn zestien afdelingen verspreid over veertien
ESN Nederland is hiervan het overkoepelende orgaan voor alle afdelingen binnen het netwerk in Nederland. Daarnaast wordt zij binnen ESN International, tijdens internationale vergaderingen, vertegenwoordigd door de National Representative. Binnen ESN International heeft ESN Nederland altijd een toonaangevende positie ingenomen. Reeds viermaal heeft een afdeling van ESN Nederland (respectievelijk ESN Utrecht, ISN Maastricht, ESN Leiden en nogmaals ESN Utrecht) de jaarlijkse vergadering van ESN International verzorgd (Annual General Meeting), waarbij vertegenwoordiger van alle secties uit het gehele netwerk bijeenkomen.
Nederland heeft de eer gehad om reeds vanaf het begin deel te zijn van het ESN netwerk. ESN Utrecht, ISN Amsterdam en ESN Leeuwarden behoorden tot de eerste tien secties van ESN International.
De volgende afdelingen behoren tot het netwerk van ESN Nederland:
ESN Amsterdam, ESN VU Amsterdam, ESN Breda, ESN Delft, ESN Twente, ESN Groningen, ESN Inholland Haarlem, ESN Leiden, ESN Maastricht, ESN Nijmegen, ESN Tilburg, ESN Wageningen, ESN Utrecht, ESN Rotterdam, ESN Den Haag en ESN Zwolle.

## ESN België
Het begin van het Erasmus Student Network kan teruggebracht worden naar de evaluatievergadering in 1989 in Gent waarbij 32 vroegere Erasmusstudenten samenkwamen op uitnodiging van de Erasmus Dienst. Gedurende deze vergadering kwamen enkele praktische problemen aan het licht die tot de creatie van het Erasmus Student Network leidde wat het idee van “Studenten die studenten helpen” reflecteert.
In 1989 werd de eerste ESN afdeling in België opgericht, ESN Gent. Al snel volgden meer afdelingen in verschillende steden. Deze afdelingen organiseren activiteiten zoals feestjes, stadsrondleidingen, sportactiviteiten, weekenduitstappen en verschillende soorten sociale activiteiten.
Eind 2020 zijn er 18 ESN afdelingen in België aanwezig in 11 steden: Gent, Kortrijk, Brussel (5 afdelingen), Bergen, Louvain-la-Neuve, Luik (4 afdelingen), Leuven, Hasselt, Mechelen en Antwerpen.
Op nationaal niveau is er een nationaal bestuur aanwezig. In 1991 werd het eerste Nationale Platform (National Platform) gehouden. Ondertussen worden er jaarlijks 3 Nationale Platformen (National Platforms) georganiseerd waarbij alle afdelingen samenkomen en is er een goede coöperatie tussen de afdelingen onderling aanwezig.
De eerste Nationale Reis (National Trip) werd georganiseerd in 2011, dit was toen een eendaagse uitstap. Vanaf 2012 vindt er jaarlijks een driedaagse uitstap naar Amsterdam plaats waar meer dan 300 internationale studenten van overal in België samenkomen voor een onvergetelijk weekend. De laatste editie verzamelde meer dan 600 internationale studenten en ESNers.
De Belgische afdelingen zijn op internationaal niveau ook actief. Naast actieve deelname in de meeste internationale ESN events doorheen de jaren hebben de afdelingen zelf ook verschillende van deze internationale events georganiseerd zoals het West-Europees Platform (Western European Platform, WEP) in 2011 en een Raad van Nationale Vertegenwoordigers (Council of National Representatives, CNR) en Zomer Training (Summer Training) in 2013.